# Europees kampioenschap schaatsen 1933
Het Europese kampioenschap allround in 1933 werd van 4 tot 5 februari 1933 verreden op de ijsbaan van Viipuri in Viipuri.
De titelhouder was de Fin Clas Thunberg, die in 1932 Europees kampioen werd in het Eisstadion in Davos. De Noor Ivar Ballangrud werd voor de derde keer kampioen.

## Klassement
| #      | Naam             | Land      | Punten  | 500m      | 5000m        | 1500m       | 10.000m     |
| ------ | ---------------- | --------- | ------- | --------- | ------------ | ----------- | ----------- |
| Goud   | Ivar Ballangrud  | Noorwegen | 205.760 | 46,5 (3)  | 8.52,0 (1)   | 2.28,2 (1)  | 18.53,2 (1) |
| Zilver | Birger Wasenius  | Finland   | 209.195 | 46,5 (3)  | 9.11,5 (2)   | 2.30,0 (3)  | 19.10,9 (2) |
| Brons  | Kalle Paananen   | Finland   | 209.242 | 46,0 (2)  | 9.16,5 (3)   | 2.29,0 (2)  | 19.18,5 (4) |
| 4      | Erling Lindboe   | Noorwegen | 212.525 | 46,8 (6)  | 9.17,3 (4)   | 2.37,2 (4)  | 19.11,9 (3) |
| 5      | Kurt Skutnabb    | Finland   | 217.700 | 47,2 (8)  | 9.26,7 (7)   | 2.37,8 (6)  | 20.24,6 (6) |
| 6      | Yrjö Päivinen    | Finland   | 221.160 | 49,6 (11) | 9.28,0 (8)   | 2.41,7 (9)  | 20.17,2 (5) |
| NC7    | Harald Blomqvist | Zweden    | 156.637 | 45,7 (1)  | 9.43,7 (9)   | 2.37,7 (5)  |             |
| NC8    | Georg Hennum     | Finland   | 158.073 | 47,8 (9)  | 9.20,4 (5)   | 2.42,7 (11) |             |
| NC9    | Eero Päivinen    | Finland   | 158.833 | 46,9 (7)  | 9.47,0 (10)  | 2.39,7 (7)  |             |
| NC10   | Åke Skutnabb     | Finland   | 159.583 | 49,4 (10) | 9.25,5 (6)   | 2.40,9 (8)  |             |
| NC11   | Terho Hirvonen   | Finland   | 160.497 | 46,6 (5)  | 9.57,3 (11)  | 2.42,5 (10) |             |
| NC12   | Juho Myllynen    | Finland   | 167.947 | 50,1 (12) | 10.12,8 (12) | 2.49,7 (12) |             |

* = met val
NC = niet gekwalificeerd
NF = niet gefinisht
NS = niet gestart
DQ = gediskwalificeerd